# Réunionpapegoja
Réunionpapegoja (Mascarinus mascarinus) är en utdöd fågel i familjen östpapegojor inom ordningen papegojfåglar. Fågeln var tidigare endemisk för Réunion. Den är numera försvunnen, senast rapporterad 1834. IUCN kategoriserar därför arten som utdöd.

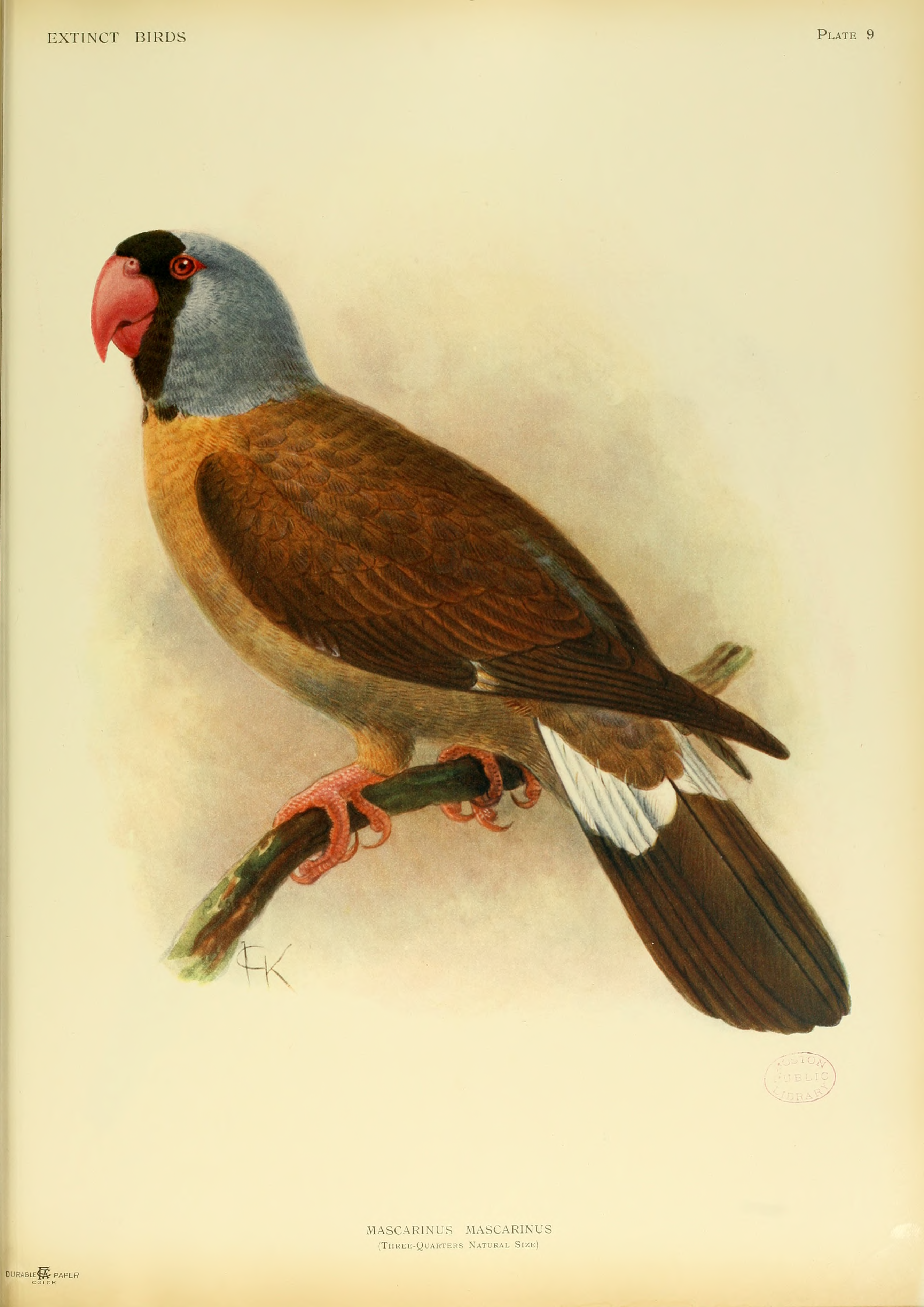
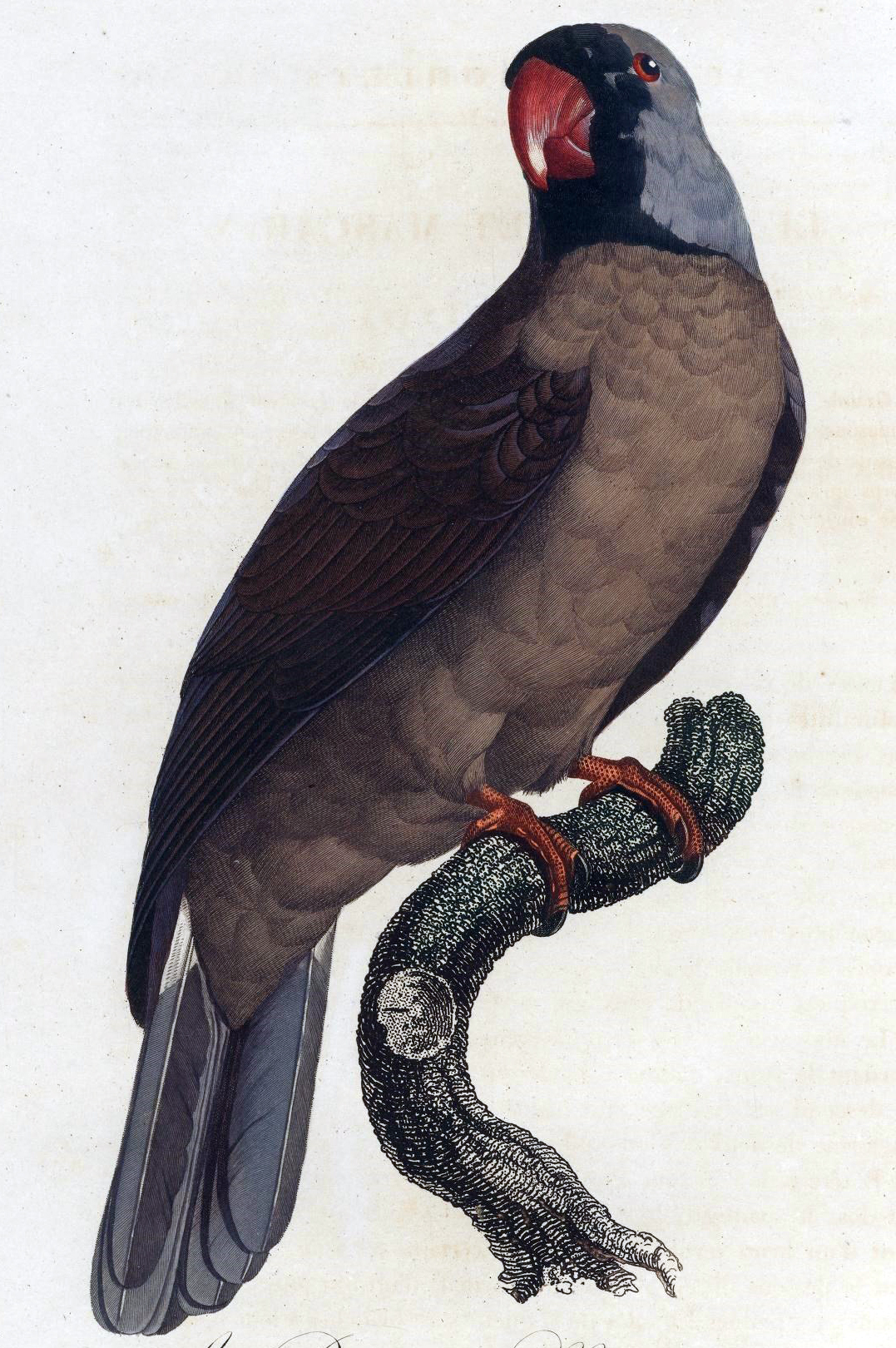
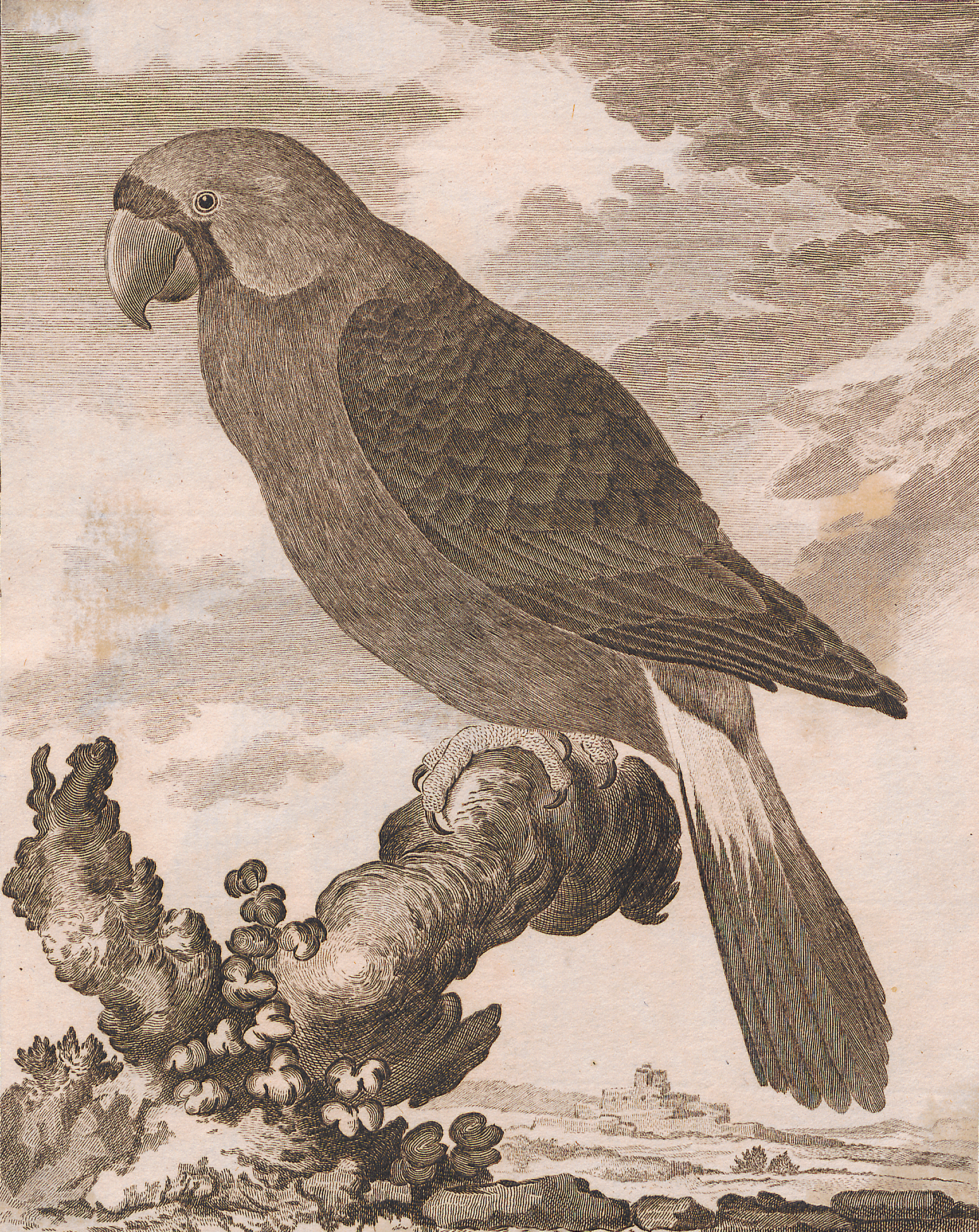
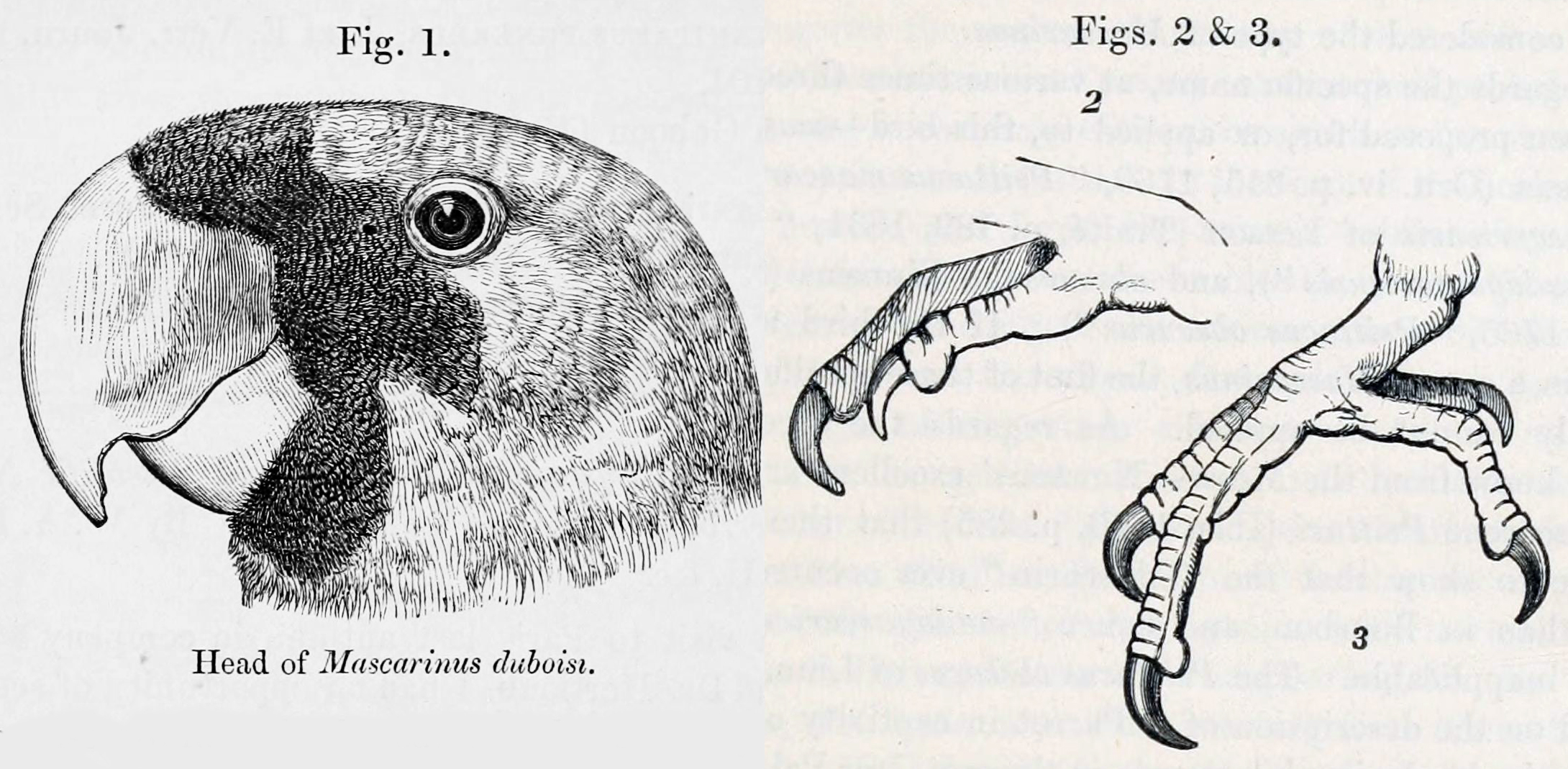
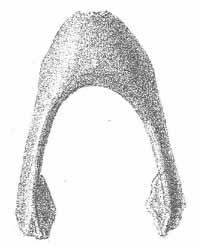
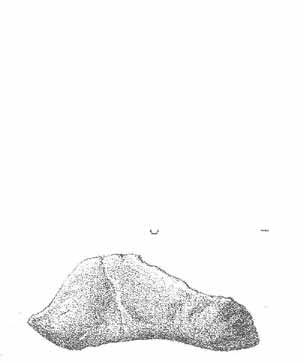
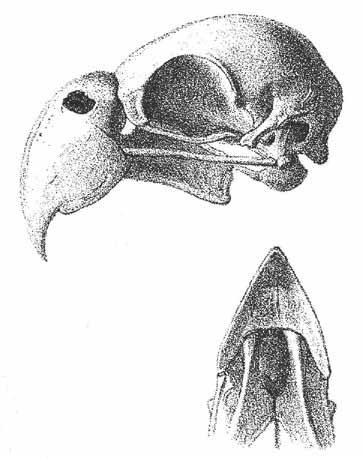